# Церква Святої Покрови (Чортків)
Церква Святої Покрови в Чорткові — парафія і храм православної громади Чортківського деканату Тернопільсько-Теребовлянської єпархії Православної церкви України в місті Чорткові Тернопільської области, у місцевості Долішня Вигнанка. Пам'ятка архітектури місцевого значення (охоронний номер 1749).

## Відомості
Історія храму Святої Покрови розпочалася наприкінці XIX століття з появи цілющого джерела, що надихнуло вірян збудувати на цьому місці церкву. Будівництво тривало з 1903 по 1905 рік за проєктом львівського архітектора Миколи Шашкевича та чортківського будівельника Андрія Дражньовського. Матеріали для тринавової споруди візантійсько-класичного стилю збирали з різних місцевостей: каміння зі Скалату, пісок із синяківських та білецьких кар'єрів, а бляху та головний дзвін привозили з Кракова та Надвірної. 14 жовтня 1905 року на свято Покрови Пресвятої Богородиці храм освятив єпископ УГКЦ Григорій Хомишин.
Разом із церквою збудували дзвіницю, яка була зруйнована авіабомбою у 1944 році. Нову 40-метрову дзвіницю звели у 1996 році, прикрасивши її фронтон мозаїками із зображеннями Богородиці, а екстер'єр доповнюють образи апостолів Петра і Павла, Святих Миколая, Архістратига Михаїла та Архангела Гавриїла. На дзвіниці розміщено фігури святих рівноапостольних князя Володимира і княгині Ольги, а також зображення Всевидючого Божого Ока. У дзвіниці знаходяться чотири дзвони: найбільший, вагою 5 тонн, був виготовлений у Дніпрі, а три інші — це дзвони зі старої дзвіниці. У травні 1998 року на дзвіниці встановили годинниковий механізм. На церковному подвір'ї також розташовані вирізьблена з каменю Біблія, на якій зображено чотирнадцять станцій Хресної Дороги, фонтан із скелею, купальня, відкрита у 2005 році, та інші пам'ятки.
У 1908 році над першим джерелом звели дерев'яну капличку Матері Божої, яку згодом замінили на муровану. Після руйнування у 1944 році та подальших відбудов, у 1981 році її вимурували з каменю, а у 2000 році оновили та встановили хрест, по якому стікає свята вода. Влітку 2001 року неподалік забило нове джерело «Всецариці». 11 серпня 2002 року його освятив митрополит УАПЦ Мефодій, і щороку в цей день тут відбувається відпуст.
У 1989 році настоятель храму о. Михайло Левкович був призначений чортківським деканом, а у 1990 році при церкві відкрили недільну школу. У травні 1998 року парафію відвідав Патріарх Української церкви Димитрій. А 11 вересня 2009 року — Патріарх Київський та Руси-України Філарет. 15 грудня 2018 року храм і парафія перейшли до ПЦУ.

## Парохи
| Ім'я                   | Роки                     | Коротка довідка | Світлини |
| ---------------------- | ------------------------ | --- | -------- |
| о. Еміліян Росткович   |                          | |          |
| о. Зенон Дудинський    |                          | |          |
| о. Ілля Кливак         |                          | |          |
| о. Олексій Гуньовський |                          | |          |
| о. М. Черних           |                          | |          |
| о. Петро Дудинський    | 1905—1911                | |          |
| о. Т. Чубатий          |                          | |          |
| о. Л. Дзьоба           |                          | |          |
| о. Р. Добрянський      |                          | |          |
| о. М. Бабій            |                          | |          |
| о. Д. Паневик          |                          | |          |
| о. Марко Дирда         |                          | Монах чину Святого Василія Великого УГКЦ |          |
| о. Яків Тимчук         |                          | |          |
| о. Ю. Бачинський       |                          | |          |
| о. С. Потурняк         |                          | |          |
| о. В. Мишковський      |                          | |          |
| о. В. Кудряков         |                          | |          |
| о. Михайло Левкович    | (від 1989 донині)        | Народився 18 березня 1956 року в с. Стара Могильниця, що на Теребовлянщині. Закінчив духовну семінарію у м. Загорську (1981). Рукоположений 21 листопада 1981 року. Настоятель церкви с. Малі Чорнокінці (1982—1989), Чорнокінецька Воля (1982—1989), м. Чортків (з 1989). Нагороджений другим хрестом Тернопільсько-Бучацьким архієпископом Василієм (1996), орденом архистратига Михаїла від патріарха Філарета (2009). Почесний громадянин міста Чорткова (2014). |          |
| о. Андрій Левкович     | (від травня 2010 донині) | |          |